# Illa de Buda
L'illa de Buda és una illa maritimofluvial situada a l'extrem oriental del delta de l'Ebre, pertanyent al municipi de Sant Jaume d'Enveja, al Montsià. Bona part de l'illa de Buda, juntament amb el riu Migjorn, formen la zona humida anomenada illa de Buda i riu Migjorn. L'illa de Buda abasta unes 1.100 hectàrees, de les quals unes 250 són arrossars i la resta (més de 800 ha) corresponen a un ampli ventall d'ambients naturals: canyissars, jonqueres, salicornars i els anomenats calaixos o llacunes litorals. Aquesta diversitat d'ambients, alhora força extensos i ben conservats, permet que Buda sigui una de les zones de més interès natural del conjunt del delta, i que allotgi poblacions molt nombroses d'ocells aquàtics, tant nidificants com hivernants. La formació de Buda data del segle xviii i va assolir la seva màxima extensió a finals del xix i principis del xx. D'aleshores ençà, ha sofert una regressió considerable, sobretot a la zona del cap de Tortosa.

## Fauna i flora
Pel que fa a la llacuna (hàbitat d'interès comunitari prioritari, codi 1.150) i referent a la vegetació submergida, al Calaix Gran hi destaca Potamogeton pectinatus, mentre que al Calaix de Mar s'hi fa predominantment Ruppia cirrhosa. La vegetació helofítica està formada per canyissars, bogars, jonqueres de Scirpus maritimus, Scirpus littoralis i Juncus maritimus (hàbitats d'interès comunitari, codi 1.410). Hi ha també bosquets de tamarius (hàbitat d'interès comunitari, codi 92D0), entre els quals destaca Tamarix boveana, una espècie estrictament protegida al delta pel decret 328/1992; i diverses comunitats halòfiles: salicornars subarbustius, salicornars herbacis i comunitats de limòniums (hàbitats d'interès comunitari, codis 1.420, 1.310 i 1.510) així com plans costaners arenosos o llimosos, sovint recoberts de mantells microbians (hàbitat d'interès comunitari, codi 1.140). Una de les espècies més remarcables és la sosa de flor (Zygophillum album), una planta africana extremadament rara a Europa. A més, l'any 1998 es va descriure una nova espècie de limònium: Limonium vigoi, que únicament es coneix al delta de l'Ebre i en un petit punt de la costa de l'Ametlla de Mar.

## Restauració
L'any 1996, el Projecte de restauració i gestió integrada de l'illa de Buda va ser seleccionat per la Comissió Europea com un dels projectes a cofinançar en el marc de l'Instrument Life-natura. Aquest projecte ha permès realitzar un seguit de millores en els ecosistemes naturals i en el paisatge. Les actuacions més destacables són: 1) Remodelació del sistema de desguàs dels arrossars per evitar que l'aigua carregada de nutrients i contaminants vessés als calaixos. 2) Obertura de canals de comunicació entre els lluents i entre aquests i els calaixos per tal de reduir l'alt grau d'anòxia imperant. 3) Protecció dels marges fluvials de l'Ebre, amb tècniques de bioenginyeria i plantació de bosc de ribera. 4) Soterrament d'una línia elèctrica que travessava bona part de l'illa, que permet una millora paisatgística i evita electrocucions d'ocells. 5) Abandonament dels arrossars del Mas de Quartera i conversió d'aquests terrenys en salobrars. 6) Abandonament de més de 30 hectàrees d'arrossars i reconversió en zona de pastura i depuradora verda. 7) Eliminació de flora exòtica i arbrat de jardineria i substitució per arbres de ribera autòctons.
En conjunt, aquestes mesures han permès l'establiment i nidificació a Buda d'espècies com el capó reial (Plegadis falcinellus) o l'agró blanc (Egretta alba), que no es tenia notícia que mai haguessin nidificat enlloc de Catalunya. Altres espècies que també han nidificat a Buda són la perdiu de mar (Glareola pratincola) i el teixidor (Remiz pendulinus), que s'instal·là en l'incipient bosc de ribera. Recentment, el parc natural ha endegat un projecte de reintroducció de la tortuga d'estany (Emys orbicularis), a partir d'exemplars nascuts en captivitat al centre de fauna del mateix parc. D'entre els peixos, destaca la bona població de fartet (Aphanius iberus) dels calaixos.

## Protecció
Aquesta zona forma part de l'espai del PEIN "Delta de l'Ebre", del Parc natural i de la Xarxa Natura 2000. El febrer del 1994 va ser declarada Reserva natural de fauna salvatge la part meridional de l'illa de Buda i les llacunes dels Calaixos. L'any 1997, però, de resultes d'un recurs contenciós administratiu presentat per l'empresa propietària de la part nord de l'illa, el Tribunal Superior de Justícia de Catalunya va anul·lar l'Ordre per la qual es declarava aquesta Reserva per deficiències en la tramitació. Tanmateix, el principal repte per a la futura conservació d'aquest espai és la regressió de la platja, força acusada en el sector septentrional, i la subsidència de tot el delta. De fet, les antigues basses de Matarranya, Moixarres i el Pradot ja han desaparegut sota les aigües.
El riu Migjorn, que també forma part d'aquesta zona humida, és un braç de riu de 3,5 km de longitud que havia estat una antiga desembocadura del riu principal. Actualment, té les característiques d'un canal llarg i estret, i funciona més com una llacuna que com un riu. Està flanquejat per canyissars que acullen molts passeriformes i anàtids. També forma part de l'espai del PEIN, del Parc natural i de la Xarxa Natura 2000.

## Història de l'Illa de Buda

### Titularitats
Des que hi ha constància escrita de l'existència de l'illa gràcies a un certificat de l’arxiver general del Reial Patrimoni de Catalunya (entre altres títols), Don Eduardo Moner y Mallacas, en base el Manual Patrimonio Antiguo - Escribano Sastre y Pascual de 1739, on l’algutzir de Tortosa, Francisco González sol·licita un Emphitensim (modalitat d'arrendament successòria als fills) per l’obtenció d’aquesta nova illa. Hi ha hagut registres de 13 titularitats més, sense comptar que en va ser propietat del Patrimoni de la Corona després de F. González:
Vicente Serrano (Data desconeguda), Jaume Benet (23/1/1763), Carlos Benet, per donació universal dels seus pares (17/6/1793), Gabriel Ferré, per compra i per permuta (7/7/1806), Francisco Anglada (7/5/1819), Angel Benito Publón (7/6/1821), Eduardo-Federico Publón, per cessió de son pare (22/71829), Julio Carlos Reynald, per dues cessions de rematants en Subhasta Pública Judicial (14/4/1855), Juan Folch Cruz, per cessió d’un rematant en subhasta pública resultant d’un plet contra l’anterior propietari (16/8/1881), José Martí Sanchís, comprada per reticència de l’anterior titular (7/10/1892), Lluís Pons Enrich (26/2/1896), Carles Casades de Còdol (25/10/1919), Joan i Pere Borés Calsamiglia (25/6/1924).

### Presència humana i civilització
Se sap que des de la propietat del Sr. Pons, (1896-1919), es va començar a treballar la terra, convertint la terra erma de la finca en productiva. Quan la titularitat va ser obtinguda per la família Borés (1924-Actualitat) ja hi havia 500 jornals d’arrossars dels quals més de la meitat estaven arrendats al Sr. Àlvarez per l’anterior propietari i la resta n’estaven a gent de la Cava, molts d’ells residents a l’illa. Hi va haver un considerable creixement de colons durant la propietat dels Borés. A la dècada dels 50, unes 40 famílies (200 persones) hi estaven instal·lades en barraques, de les quals algunes posteriorment es transformaren en petites llars edificades.
Els colons residien a l’illa durant tot l’any i no només treballaven l’arròs, cada família cultivava algunes hortalisses i fruites, i tenia un corral amb animals de bestiar per a consum propi. A més, hi havia dues famílies que s'encarregaven d’explotar els canals d’aigua i, per tant, la quantitat de terres arrendades eren menors. La masia de Buda, inicialment construïda a la segona meitat del segle XIX i posteriorment ampliada des d’inicis del següent segle, s'hi trobaven habitacions per a propietaris i masovers i un bar. També es va fer una botiga de queviures i el 1901 va construir-se l’alqueria i la capella, habilitada a més de per a fer missa (cada dos o tres diumenges), també per a fer-hi classes d’educació primària. A mitjan segle XX s'hi van construir magatzems. La primera Festa Major va ser els dies 30 i 31 d’agost de 1947, n’hi va haver unes quantes més. En aquestes celebracions es feien focs artificials, ball, cerimònies religioses, curses pedestres, tir al plat, jocs per als nens i partits de futbol. S'hi va inaugurar un equip juvenil de futbol propi.
Actualment, només un guarda viu a Buda i ningú hi té terres arrendades; així i tot, es continua explotant l’arròs per part de l’empresa encarregada, propietat dels Borés.

### Fars de Buda
El primer far que va haver-hi a Buda es va construir el 1864 a Birmingham per l’equip de John Henderson Porter sota el disseny fet per Lucio del Valle y Arana arrel d’una idea d’Ángel Camón. Va sortir del port de Gloucester i va entrar a la península per l'Estret de Gibraltar. Oficialment, va rebre el nom “Faro del Cabo de Tortosa”, però entre la gent del voltant va rebre el sobrenom de “Gegant de ferro”. Aquesta estructura feia 50 m d’alçada i comptava amb 365 escales i 178 tones de ferro. Durant la Guerra Civil espanyola, el 21 d'abril de 1938 el far va patir un intent d'enderrocament per part de soldats republicans sota ordres d'Enrique Líster. Després de la guerra la llum del far es va automatitzar. El 24 de desembre de 1961 el far va ser tombat degut a una forta tempesta.

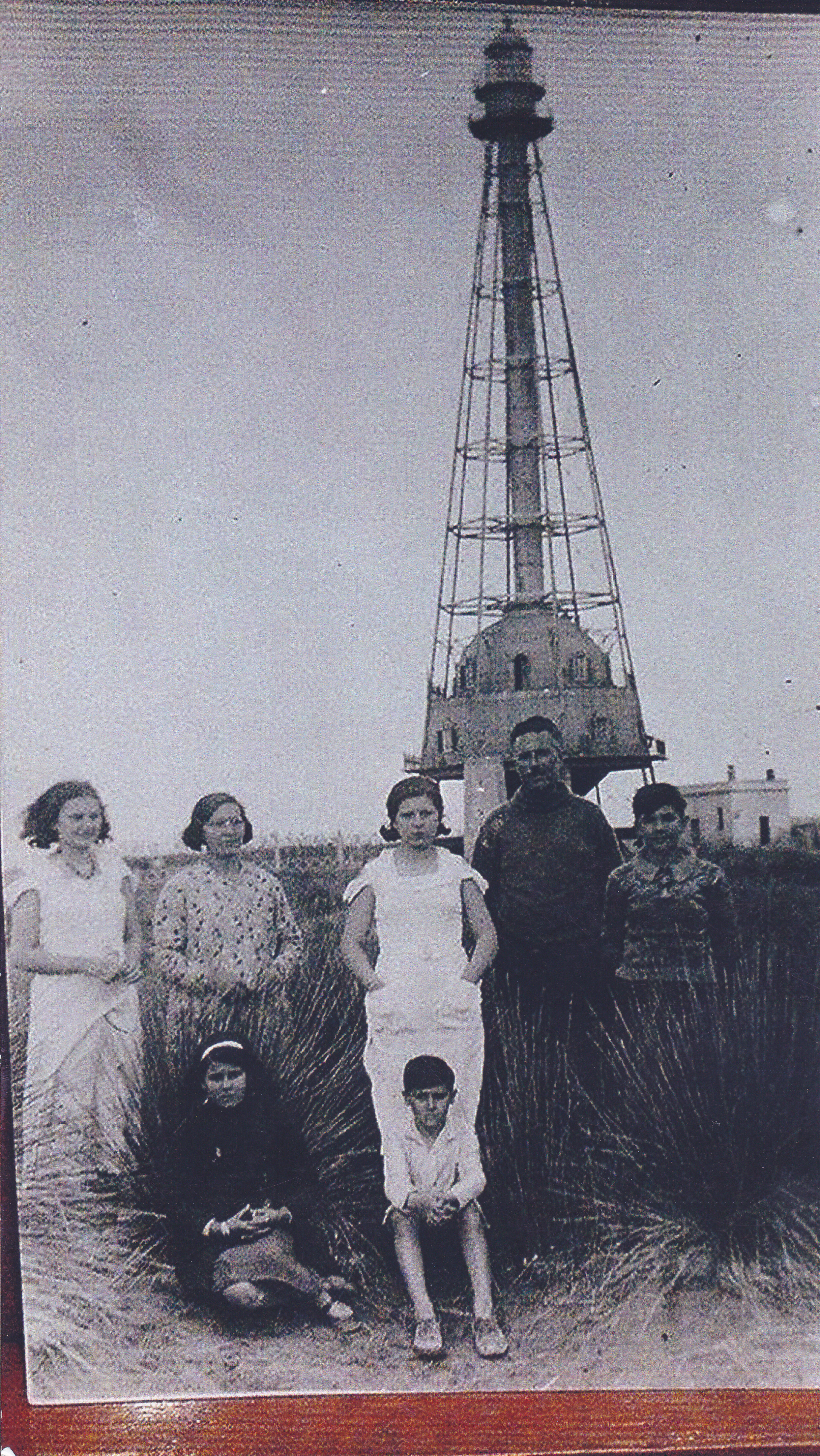
Família Cabezas. Família del farer de Buda, Alfredo Cabezas. Al fons el far de l'illa de Buda. (02/08/1935)

El 1962 es va construir un nou far de pedra que va caure el 1965 a causa de la regressió de la costa. Actualment, hi ha un far amb funcionament a distància des de 1983.